# Etimología de Venezuela

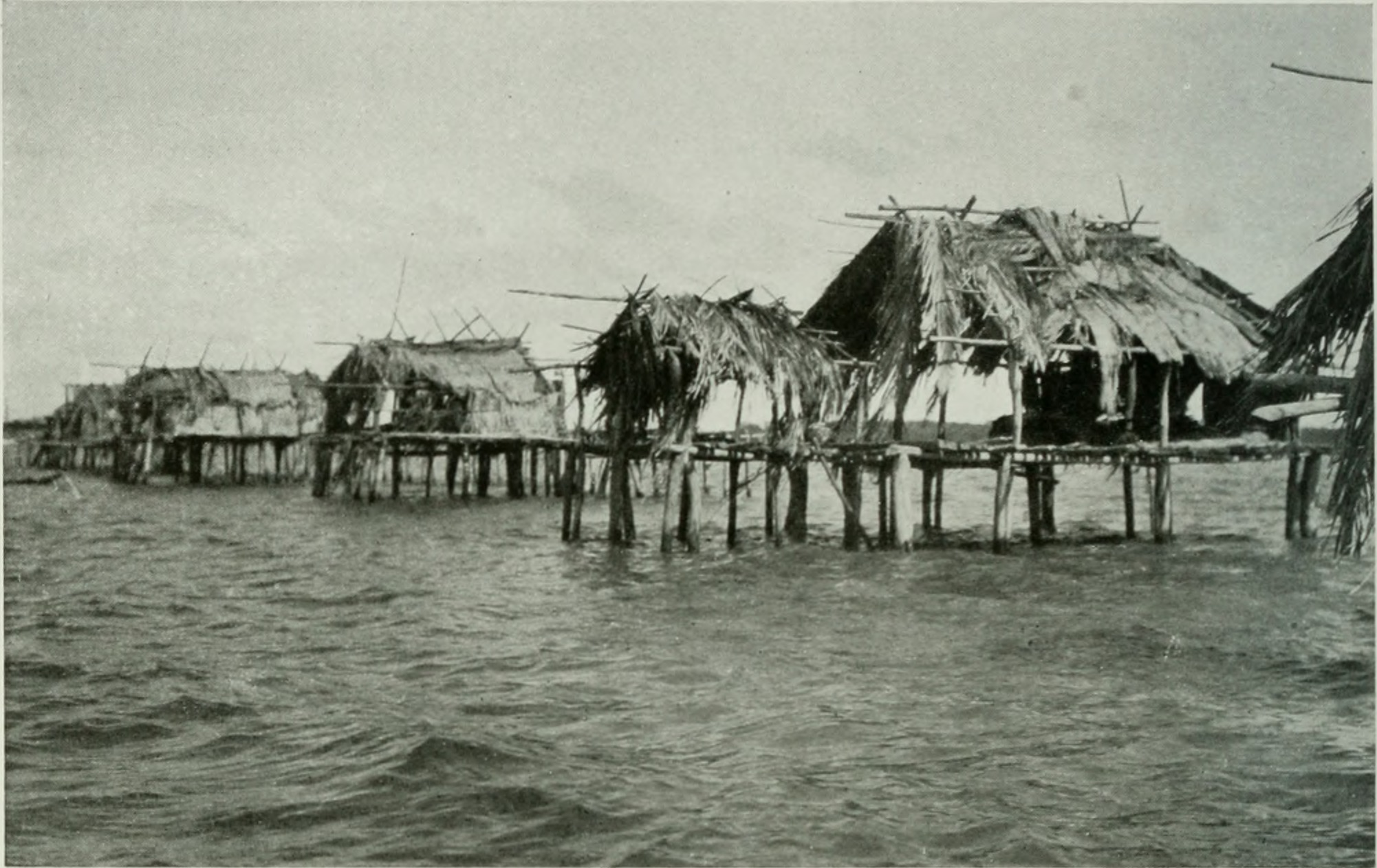
Palafitos en el Lago de Maracaibo.

La etimología de Venezuela históricamente se ha atribuido al diminutivo Venezziola de la palabra Venezia (Venecia en italiano). La versión más conocida afirma que en 1499 Alonso de Ojeda, acompañado por Américo Vespucio, navegó por la costa septentrional de Suramérica. Al llegar al hoy llamado Golfo de Venezuela (entrada marítima al Lago de Maracaibo) se encontró con etnias nativas cuyas viviendas estaban construidas sobre pilotes de madera que sobresalían del agua (palafitos). A Vespucio se le asemejó a la ciudad de Venecia. Y se dice que Vespucio nombró a aquella región La Pequeña Venecia, o Venezziola luego hispanizada a Venezuela, término que se extendería a toda la nación.

## Versión tradicional: origen europeo
En 1498, en el marco de su Tercer Viaje, el almirante Cristóbal Colón navegó cerca del Delta del Orinoco, para luego internarse en el golfo de Paria. Maravillado, Colón expresa en su emotiva carta a los Reyes Católicos su seguridad de haber llegado al paraíso terrenal, y confundido por la inusual salobridad de las aguas, escribe: 

...Torno a mi propósito referente a la Tierra de Gracia, al río y lago que allí hallé, tan grande que más se le puede llamar mar que lago, porque lago es lugar de agua, y en siendo grande se le llama mar, por lo que se les llama de esta manera al de Galilea y al Muerto. Y digo que si este río no procede del Paraíso Terrenal, viene y procede de tierra infinita, del Continente Austral, del cual hasta ahora no se ha tenido noticia; mas yo muy asentado tengo en mi ánima que allí donde dije, en Tierra de Gracia, se halla el Paraíso Terrenal.

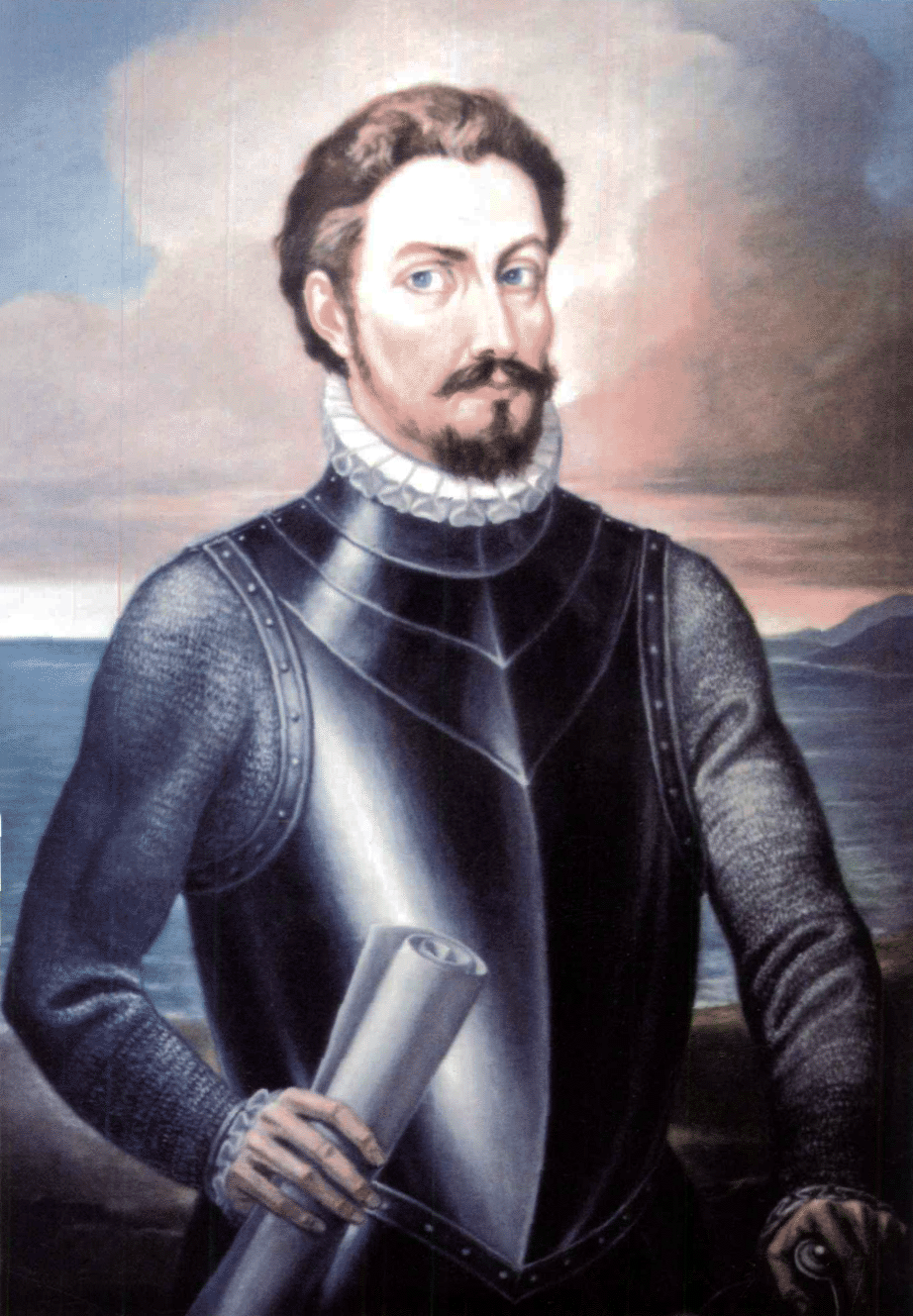
Alonso de Ojeda.

Colón denominó a estos parajes paradisíacos como «Tierra de Gracia», expresión que ha prevalecido para referirse al país por antonomasia. Pero al año siguiente, una expedición comandada por Alonso de Ojeda recorrió la costa del territorio hasta llegar a la entrada del actual lago de Maracaibo, en un golfo localizado entre las penínsulas de Paraguaná y de la Guajira. En aquella travesía, la tripulación observó las viviendas construidas por los indígenas añú, erigidas sobre pilotes de madera que sobresalían del agua. Dichos palafitos le recordaron a Américo Vespucio la ciudad de Venecia —Venezia, en italiano—, según lo manifestó en una carta a Piero de Médici. Fue este un motivo que inspiró a Ojeda a dar el nombre de Venezziola o Venezuela —Pequeña Venecia— a la región y al golfo en que habían hecho el descubrimiento, recibiendo la denominación de golfo de Venezuela. El historiador Temístocles Salazar coincide en que las viviendas palafíticas le recordó a Juan de la Casa y Américo Vespucio:
 «a la Venecia Italiana, asemejándola con un diminutivo y hasta despectivo: Venezuela, o Venecia pequeña, y así quedó escrito el nombre en la primera descripción cartográfica que se conoce de América, elaborada por Juan de la Casa. Este nombre despectivo de Venezuela se propagó entre los conquistadores».
 El nombre acuñado por el explorador envolvería luego a todo el territorio actual. Con posterioridad la región también fue conocida como Tierra Firme, por ser la primera región no insular del continente en ser explorada por los europeos. Probablemente la popularización del nombre de "Pequeña Venecia" en Europa se deba (en parte) a la concesión hecha a la casa comercial de los Welser de Augsburgo para explorar y gobernar parte del territorio de Sudamérica. El nombre Klein Venedig aparece en varios documentos y mapas históricos como traducción al alemán de Venezuela. De hecho Juan de Castellanos en sus Elegías atribuye el nombre a Ambrosio Alfinger:

Y Venezuela de Venecia viene
Que tal nombre le dió por excelencia
El alemán, diciendo le conviene.

Sin embargo el nombre ya estaba en uso antes de la llegada de los alemanes.

## Versión de origen indígena
Otras versiones afirman que el nombre de Venezuela es autóctono, proveniente de un vocablo indígena, y no un diminutivo veneciano. El apoyo documental a esta versión lo ofrece Martín Fernández de Enciso en su libro Suma de Geografía que trata de todas las partes y provincias del mundo, en especial de las Indias, editada en Sevilla en 1519, y que es el primer impreso que habla del Nuevo Mundo. En él se lee: 

Desdel cabo de Sant Romá al cabo de Coquibacoa hay tres isleos en triángulo. Entre estos dos cabos se hace un golfo de mar en figura cuadrada. En al cabo de Coquibacoa entra desde este golfo otro golfo pequeño en la tierra cuatro leguas. E al cabo del a cerca dela esta una peña grande que es llana encima della. Y encima de ella está un lugar d'casas de indios que se llama Veneçiuela. Esta en X grados.

Finalmente, un enunciado muy antiguo, plantea de nuevo la autoctonía del vocablo, Antonio Vázquez de Espinosa, sacerdote español que viajó por casi todo el continente en el último tercio del siglo XVI, escribió en su "Compendio y descripción de las Indias Occidentales", fechado en 1629, lo siguiente:

Venezuela en la lengua natural de aquella tierra quiere decir Agua Grande, por la gran laguna de Maracaibo que tiene en su distrito, como quien dice, la Provincia de la grande laguna...

Sin embargo, la versión europea sigue siendo la más aceptada para explicar el origen del nombre del país.